# Elias Salupeto Pena
Elias Salupeto Pena (Caricoque, Andulo, 9 de abril de 1952 — Luanda, 2 de novembro de 1992) foi um engenheiro agrónomo, político e comandante militar angolano. É notório por ter sido representante da Comissão Conjunta Militar e Política da União Nacional para a Independência Total de Angola (UNITA), um grupo que lutou contra o Movimento Popular de Libertação de Angola (MPLA) na Guerra Civil Angolana.
Em 28 de outubro de 1974 torna-se o primeiro presidente da Juventude Unida Revolucionária de Angola (JURA) a ala jovem da UNITA, permanecendo nestas funções até o ano de 1975.
Galgou posições de comando na ala militar da UNITA, as Forças Armadas de Libertação de Angola (FALA), muito graças a ser filho de Judith Chinakussoki Savimbi Pena, a irmã de Jonas Savimbi e, posteriormente, herdeira política do clã Pena Sakaita-Savimbi. Seu pai era o militante anticolonial e professor Isaac Pires Chitunda Pena, e seu irmão o também comandante militar Arlindo Pena Ben-Ben.
Foi Secretário de Estado para Agricultura no contragoverno da República Popular Democrática de Angola, Estado-fantoche mantido pela UNITA na Jamba do Cuando.
Foi indicado representante da UNITA na Comissão Conjunta Político-Militar (CCPM), para a implementação dos Acordos de Bicesse.

## Morte
Pena foi morto no processo repressivo levado a cabo pelo Estado angolano juntamente com Jeremias Chitunda, o vice-presidente da UNITA, em Luanda, em novembro de 1992, após o primeiro turno das eleições presidenciais no que ficou conhecido como o Massacre do Dia das Bruxas.